# Lista do Património Mundial em Cuba
A Organização das Nações Unidas para a Educação, a Ciência e a Cultura (UNESCO) propôs um plano de protecção aos bens culturais do mundo, através do Comité sobre a Proteção do Património Mundial Cultural e Natural, aprovado em 1972. Abaixo apresenta-se a lista do património mundial existente em Cuba. Cuba, um país-ilha que se localiza nas Caraíbas (América Central), aceitou a convenção em 24 de Março de 1981, tornando os seus locais históricos elegíveis para inclusão na lista.
Cuba teve seu primeiro local incluído na lista na 6ª Sessão do Comité do Património Mundial, realizado na sede da UNESCO em Paris, França, em Dezembro de 1982. Naquela sessão, a Cidade antiga de Havana e suas fortificações, um local incluído a parte e central histórico de Havana, bem como fortificação colonial espanhola, foi inscrita na lista.
As inclusões de Cuba na lista incluem uma variedade de locais. Dois locais são selecionados por sua importância natural: o Parque Nacional Alejandro de Humboldt nas províncias orientais de Holguín e Guantánamo, e o Parque Nacional Desembarco del Granma, nomeados pelo iate que levou os membros do Movimento 26 de Julho que iniciaram a Revolução Cubana. As paisagens da cidade incluem Havana Antiga, Trinidad e Camagüey, todas fundadas pelos primeiros colonizadores espanhóis no século XVI. Os locais também incluem regiões agrícolas históricas, incluindo as plantações de café do sudeste de Cuba, e na região do tabaco do Vale de Viñales.
Em 21 de Maio de 2025, existem nove locais em Cuba que são chamados de Património Mundial.

## Bens culturais e naturais
Cuba possui atualmente os seguintes lugares declarados como Patrimônio da Humanidade pela UNESCO:
| Catedral de Havana. | Cidade antiga de Havana e suas fortificações |
| Catedral de Havana. | Bem cultural inscrito em 1982. |
| Catedral de Havana. | Localização: La Habana |
| Catedral de Havana. | Fundada em 1519 pelos espanhóis, Havana tornou-se um importante estaleiro para a região do Caribe no século XVII. Embora seja hoje uma metrópole tentacular com dois milhões de habitantes, o seu antigo centro preserva uma interessante mistura de monumentos barrocos e neoclássicos, bem como um conjunto homogêneo de casas com arcadas, balcões, grades de ferro forjado e pátios interiores. (UNESCO/BPI) |

| | Trinidad e o Vale de los Ingenios |
| Bem cultural inscrito em 1988. |                                   |
| Localização: Sancti Spíritus |                                   |
| Fundada no início do século XVI em homenagem à Santíssima Trindade, a cidade homônima foi uma peça-chave na conquista do continente americano pelos espanhóis. Seus edifícios dos séculos XVIII e XIX, como o Palácio Brunet e o Palácio Cantero, foram construídos na época da prosperidade da indústria açucareira. (UNESCO/BPI) |                                   |

| | Castelo de San Pedro de la Roca, Santiago de Cuba |
| Bem cultural inscrito em 1997. |                                                   |
| Localização: Santiago de Cuba |                                                   |
| Rivalidades comerciais e políticas na região do Caribe durante o século XVII resultaram na construção deste castelo, um maciço conjunto de fortificações erguido no topo de um promontório rochoso para proteger o importante porto de Santiago. Este intrincado complexo de fortes, paióis, bastiões e baterias, construído de acordo com os princípios de design da Itália renascentista, é o exemplo mais completo e mais bem preservado da arquitetura militar espanhola nas Américas. (UNESCO/BPI) |                                                   |

| A península de Cabo Cruz, no Parque Nacional Desembarco del Granma. | Parque Nacional Desembarco del Granma |
| A península de Cabo Cruz, no Parque Nacional Desembarco del Granma. | Bem natural inscrito em 1999. |
| A península de Cabo Cruz, no Parque Nacional Desembarco del Granma. | Localização: Granma |
| A península de Cabo Cruz, no Parque Nacional Desembarco del Granma. | Localizado no município de Niquero, província de Granma, é único e incomparável. Os terraços marinhos elevados deste sítio são um exemplo de valor universal das particularidades morfológicas e fisiográficas dos terrenos cársticos, bem como dos processos geológicos em curso de evolução. Localizado no sudeste de Cuba, o Parque Nacional Desembarco del Granma inclui os espetaculares terraços e falésias de Cabo Cruz, a rica flora e fauna de Alegría de Pío, além de sua história ligada à sua geografia espetacular, única no gênero em Cuba, com algumas das falésias costeiras mais altas, impressionantes e intactas do Atlântico Ocidental. (UNESCO/BPI) |

| | Vale de Viñales |
| Bem cultural inscrito em 1999. |                 |
| Localização: Pinar del Río |                 |
| Cercado por montanhas, o fértil Vale de Viñales é pontilhado por espetaculares afloramentos rochosos. Os seus habitantes continuam a utilizar técnicas agrícolas tradicionais, nomeadamente para a produção de tabaco. A riqueza de sua paisagem cultural é reforçada pela arquitetura tradicional de suas fazendas e aldeias, onde ainda persistem as características de uma sociedade multiétnica peculiarmente rica, altamente ilustrativa do desenvolvimento cultural das ilhas do Caribe em geral e de Cuba em particular. (UNESCO/BPI) |                 |

| | Paisagem Arqueológica das Primeiras Plantações de Café do Sudeste de Cuba |
| Bem cultural inscrito em 2000. |                                                                           |
| Localização: Guantánamo / Santiago de Cuba |                                                                           |
| Os vestígios das plantações de café do século XIX, localizadas no sopé da Sierra Maestra, constituem um testemunho excepcional do uso de técnicas agrícolas pioneiras em terrenos difíceis. Esses vestígios lançam luz sobre aspectos da história econômica, social e tecnológica do Caribe e da América Latina. (UNESCO/BPI) |                                                                           |

| | Parque Nacional Alejandro de Humboldt |
| Bem natural inscrito em 2001. |                                       |
| Localização: Guantánamo / Holguín |                                       |
| A geologia complexa e a topografia variada deste local geraram uma diversidade de ecossistemas e espécies sem paralelo no Caribe, tornando-o um dos locais tropicais e insulares com maior biodiversidade do mundo. Devido à toxicidade que muitas das rochas subjacentes apresentam para as plantas, as espécies vegetais tiveram que se adaptar para sobreviver em condições hostis. Este processo de evolução, único no seu género, conduziu ao desenvolvimento de inúmeras novas espécies, que fazem deste parque um dos locais mais importantes do hemisfério norte para a conservação da flora endémica. O endemismo de vertebrados e invertebrados do local também é excepcionalmente alto. (UNESCO/BPI) |                                       |

| Catedral da Puríssima Conceição, parte do centro histórico de Cienfuegos. | Centro Histórico de Cienfuegos |
| Catedral da Puríssima Conceição, parte do centro histórico de Cienfuegos. | Bem cultural inscrito em 2005. |
| Catedral da Puríssima Conceição, parte do centro histórico de Cienfuegos. | Localização: Cienfuegos |
| Catedral da Puríssima Conceição, parte do centro histórico de Cienfuegos. | A cidade de Cienfuegos foi fundada em 1819 por colonos franceses, espanhóis e romenos, quando Cuba ainda estava sob domínio espanhol. Com o tempo, tornou-se um centro comercial de produtos como cana-de-açúcar, fumo e café. Banhada pelas águas do Caribe e localizada no centro-sul da ilha, Cienfuegos está no meio de uma região produtora de café, tabaco, manga e cana-de-açúcar. A sua arquitetura, inicialmente neoclássica, evoluiu para formas mais ecléticas, sem que a paisagem urbana perdesse a harmonia geral. Os edifícios mais notáveis são: o Palácio do Governo, o Colégio San Lorenzo, o Bispado, o Palácio Ferrer, o antigo Liceo e algumas mansões. Cienfuegos é o primeiro e mais notável exemplo de um complexo arquitetônico e urbano no qual foram incorporadas as novas ideias de modernidade, higiene e urbanismo que surgiram na América Latina no século XIX. (UNESCO/BPI) |

| | Centro Histórico de Camagüey |
| Bem cultural inscrito em 2008. |                              |
| Localização: Camagüey |                              |
| Camagüey é uma das sete primeiras cidades fundadas pelos espanhóis em Cuba. Esta cidade desempenhou um papel preponderante como centro urbano de um território essencialmente dedicado à pecuária e à indústria açucareira. Fundada em 1528 em sua localização atual, a cidade desenvolveu-se a partir de um traçado urbano irregular composto por uma rede de praças, praças, ruas sinuosas e quarteirões irregulares de casas, o que é bastante incomum nas cidades coloniais latino-americanas localizadas em terreno plano. O centro histórico de Camagüey cobre 54 hectares e é um exemplo excepcional de um assentamento urbano tradicional relativamente afastado das principais rotas comerciais. A influência da arquitetura e do urbanismo da Europa medieval é evidente no traçado urbano e nas técnicas construtivas trazidas para a América pelos pedreiros e mestres-de-obras dos colonizadores espanhóis. Nas edificações do local, o selo de inúmeros estilos artísticos foi incorporado ao longo do tempo: neoclássico, eclético, neocolonial e "Art Déco", principalmente. Existem também alguns edifícios inspirados na "Art Nouveau" e no racionalismo. (UNESCO/BPI) |                              |

## Lista Indicativa
Em adição aos sítios inscritos na Lista do Patrimônio Mundial, os Estados-membros podem manter uma lista de sítios que pretendam nomear para a Lista de Patrimônio Mundial, sendo somente aceitas as candidaturas de locais que já constarem desta lista. Desde 2024, Cuba possui 14 locais na sua Lista Indicativa.
| Sítio                                    | Imagem                                                           | Localização                                            | Ano listado | Dados UNESCO                  | Descrição |
| ---------------------------------------- | ---------------------------------------------------------------- | ------------------------------------------------------ | ----------- | ----------------------------- | --- |
| Parque Nacional Ciénaga de Zapata        | Recife de coral de águas cristalinas no litoral de ilha          | Matanzas                                               | 2003        | Natural: (vii)(ix)(x)         | O parque está listado como uma reserva de biosfera e tem uma variedade de paisagens e espécies, incluindo florestas de manguezal e recifes de corais. |
| Escolas Nacionais de Arte de Cubanacán   | Edíficio de tijolos com cúpulas redondas cercado de jardins      | Havana 23° 05′ 17″ N, 82° 26′ 53″ O                    | 2003        | Cultural: (i)(ii)(iii)(iv)(v) | O complexo de edifícios que constituem as Escolas Nacionais de Arte, fundadas em 1962, representa um dos mais significativos exemplos de arquitetura cubana contemporânea e se destacam pelo uso de tijolo em detrimento ao concreto armado que estava escasso no país naquele período. Estas instituições foram criadas para formar artistas cubanos em diversos campos de conhecimento desde artes plásticas a artes performáticas. |
| Sistema de recifes nas Caraíbas Cubanas  | Recife de coral de águas cristalinas no litoral de ilha          | Ciego de Ávila / Camagüey 22° 09′ 00″ N, 77° 53′ 00″ O | 2003        | Natural: (vii)(x)             | O sítio proposto engloba um conjunto de recifes de corais que margeiam a costa norte de Cuba, especialmente no entorno dos arquipélagos de Canarreos e Jardins do Rei. Situada no Estreito da Flórida, entre Cuba e as Bahamas, a faixa de recifes de corais se estende desde a península de Guanahacabibes (no ponto mais ocidental de Cuba) até o litoral sudeste. A área possui 800 quilômetros de comprimento e inclui nove diferentes áreas marinhas protegidas. |
| Campus Central da Universidade de Havana | Escadaria de mármore em frente a edifício de fachada neoclássica | Havana                                                 | 2024        | Cultural: (ii)(iv)(vi)        | A Universidade de Havana é uma das instituições universitárias mais antigas do continente americano, tendo sido fundada por frades dominicanos em meados do século XVIII sob consentimento da Igreja Católica como parte da missão de consolidar o ensino católico aos colonos locais. Ao longo do tempo, o campus principal da universidade no distrito histórico de Vedado passou por diversas reformas e ampliações em suas instalações que refletem as diferentes transformações sociais e ideológicas vividas pela sociedade cubana sem, no entanto, perder seu prestígio arquitetônico e simbologia cultural. |
| Aqueduto de Albear                       | Escadaria de mármore em frente a edifício de fachada neoclássica | Havana 23° 04′ 36,98″ N, 82° 23′ 12,98″ O              | 2024        | Cultural: (ii)(iv)(vi)        | Projetado pelo arquiteto cubano Francisco Albear y de Lara, o aqueduto que leva seu nome foi construído entre 1861 e 1893 visando abastecer regiões mais distantes do centro de Havana. Sua construção representou as demandas do crescimento populacional cubano naquele período bem como a resiliência arquitetônica e a adaptação de técnicas de engenharia europeia para padrões e realidades locais. O aqueduto transporta ainda hoje água por mais de 10 quilômetros de trecho através de bombeamento hidráulico, sendo um dos únicos deste tipo ainda em atividade no mundo. A obra foi reconhecida internacionalmente e premiada na Exposição Universal de 1876 pelas contribuições nos sistemas de gerenciamento de água nas grandes cidades. |